# Bridge of the Gods
Die Bridge of the Gods („Brücke der Götter“) ist eine mit Stahl-Kragträgern gebaute mautpflichtige Brücke für Kraftfahrzeuge, die über den Columbia River führt. Sie wurde durch den Bau des Bonneville-Staudamms (1933–1936) notwendig und bereits 1926 eröffnet.

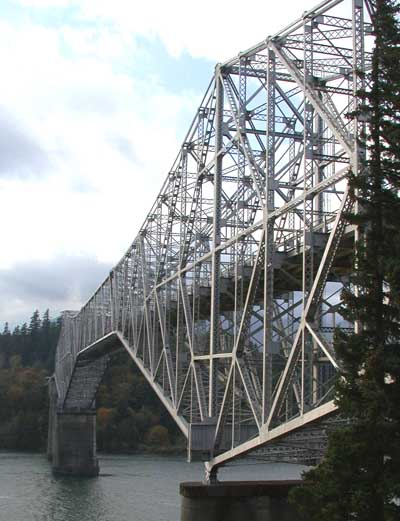
Bridge of the Gods

Die Brücke hat eine Länge von 566,32 Metern und erhebt sich maximal 41,15 Meter über den Fluss. Sie befindet sich 64 Kilometer östlich von Portland und 6,4 Kilometer flussaufwärts vom Bonneville Dam und verbindet Cascade Locks in Oregon mit dem benachbarten US-Bundesstaat Washington. Der Fernwanderweg Pacific Crest Trail, der von der mexikanischen bis zur kanadischen Grenze verläuft, führt über die Brücke.
Der Name der Brücke stammt von der mythologischen Bridge of the Gods. Nach den Vorstellungen der Indianervölker der Region war dies eine Felsbrücke über den Columbia River, die bei einem Streit zwischen den Söhnen des Großen Geistes um eine schöne Frau zerstört wurde. Der Große Geist konnte den Kampf erst beenden, als er die beiden Männer Wyeast und Klickitat sowie die junge Frau Loowit in die Berge Mount Hood, Mount Adams und Mount St. Helens verwandelte.
Die Legende basiert auf historischen Erdrutschen, die an dieser Stelle für kurze Zeit eine Landverbindung über den Columbia River schufen. Dies ist auf einem Gemälde auf einem der Ostpfeiler der Brücke dargestellt.